# Tarakai
Tarakai hoặc Taraki (tiếng Pashtun: تره کي) là một bộ tộc Pashtun gốc Khilji; chủ yếu được tìm thấy ở tỉnh Ghazni của Afghanistan, vốn là căn cứ địa quyền lực truyền thống của họ. Người Tarakai được chia thành sáu gia tộc: Lilizai, Mul, Gurbuz, Badin, Saki và Murekkhel.
Người Tarakai là một trong những bộ tộc Pashtun được tái định cư dưới thời trị vì của vua Abdur Rahman Khan vào cuối thế kỷ 19.

## Danh nhân
- Nur Muhammad Taraki nguyên tổng thống Cộng hòa Dân chủ Afghanistan theo thể chế cộng sản từ năm 1978 đến năm 1979.